# Jonathan Coachman
Jonathan William Coachman (nascido em 12 de agosto de 1972), também conhecido como "The Coach" é uma personalidade norte-americana de wrestling, jogador de basquete, comentador de futebol americano. Atualmente é comentarista da WWE.

## Carreira
Coachman fez a sua estréia na World Wrestling Federation como um comentarista e entrevistador. A sua primeira aparição ocorreu em 23 de dezembro de 1999, onde ele entrevistou The Rock. Ficou entre 2000 e 2003 como entrevistador em estágio. Em 24 de agosto de 2003 se transferiu da SmackDown para a Raw.
Ali, ele trabalhou como anunciador de ringue, comentador e wrestler ocasional. Ficou até 3 de dezembro de 2007. Após, ele voltou para o SmackDown, em 4 de janeiro de 2008.
Ele foi substituído por Mick Foley no Backlash, em 27 de abril. Coachman saiu da WWE e foi contratado pela ESPN em 2008 e permaneceu com a empresa até 2017. Em 2018 foi recontratado pela WWE e atualmente é comentarista do RAW.